# Жан Ван Хауте
Жан Ван Хауте (на нидерландски: Jean Van Houtte) е белгийски политик от Християнската народна партия.
Роден е на 17 март 1907 година в Гент. Завършва право в Гентския университет и след това преподава там и в Лиежкия университет. От 1949 до 1968 година е сенатор от Християнската народна партия, през 1950 – 1952 и 1958 – 1961 година е министър на финансите, а през 1952 – 1954 година е министър-председател, начело на еднопартийно правителство на партията. През 1966 година става държавен министър, а през 1970 година – барон.
Жан Ван Хауте умира на 23 май 1991 година в Брюксел.